# 克劳泽终球
克劳泽终球（英文：Krause end bulb），又称克劳泽式终球（Krause's end-bulb）、球状小体（Bulboid corpuscle），是一种皮肤温度感受器，可感知冷（20摄氏度以下）。克劳泽终球也可能是力学感受器。克劳泽终球以德国解剖学家威廉·克劳泽的名字命名。
克劳泽终球只在部分区域分布，包括眼结膜、嘴唇和舌头的黏膜、神经外膜等地方。克劳泽终球外形呈椭球或圆锥状，由神经纤维外包裹的髓鞘扩展形成，内含柔软的半液体核。